# Николаос Цотакос
Николаос Ликургу Цотакос или капитан Гермас (на гръцки: Νικόλαος Λυκούργου Τσοτάκος, καπετάν Γέρμας) е гръцки офицер, лейтенант от пехотата, и революционер, деец на Гръцката въоръжена пропаганда в Македония от началото на XX век.

## Биография
Николаос Цотакос е роден през 1874 година в село Герма на полуостров Мани, Гърция. Учи във военно училище и на 1 октомври 1895 година завършва като лохиас (сержант). На 1 април 1899 става епилохиас (подпоручик), а на 29 август 1902 завършва военно училище като лейтенант и служи в 1 евзонски полк.
Присъединява се към гръцката пропаганда в Македония и става неин военен организатор. В 1907 година организира андартска чета, която да отмъсти за Андонис Влахакис (капитан Лицас), загинал в битката при Осничани. На 22 юни 1907 година тръгва от Атина за Трикала със следните офицери от 9 пехотен полк в Каламата: Василис Цимбидарос, Теодорос Мандувалос, Григорис Ронгакос, Аристидис Костопулос, Панайотис Икономакос, Теодорос Георгиадис и 19 четници, от които 12 маниати и 7 войници на Теодорос Мандувалос - ефрейтор Йоанис Апостолопулос (от Олимпия) и войниците Дионисис Бистулас (от Олимпия), Анастасиос Сеферлис, Дрилис, Харитопулос, Пападопулос и Дзанеас. Четата се състои от 50 души, предимно маниати, като втори капитан е епилохиас Василиос Цимбидарос (капитан Цимбидас) и капитани Теодорос Мандувалос (капитан Тайгетос), Григорис Ронгакос, Аристидис Костопулос, Панайотис Икономакос, Теодорос Геогалис.
На 27 юни четата навлиза в Македония. От Централния македонски комитет получава задача да се срещне с Григорис Фалиреас (капитан Закас), когото да замести в района на Богатско. Четите се срещата на 12 юли в Богатско, но са предадени от местни българи и на 16 юли 1907 година четите са обкръжени от турски части в местността Калогерико край село Лошница. В сражението загиват Цотакос и Цимбидарос заедно с 23 четници, а Мандувалос и Закас успяват да се спасят.
В 1928 година Лошница е прекръстено на Гермас, по псевдонима на Николаос Цотакос.